# لوول توماس جونیور
لوول توماس جونیور (انگلیسی: Lowell Thomas Jr؛ ۶ اکتبر ۱۹۲۳ – ۱ اکتبر ۲۰۱۶) تهیه‌کننده فیلم، کارگردان فیلم، سیاستمدار، و سرمایه‌دار اهل ایالات متحده آمریکا بود که پیش از آن‌که در اوایل دهه ۱۹۷۰ به عنوان سناتور ایالتی آلاسکا انتخاب شود، با پدرش، لوول توماس گزارشگر و نویسنده برجسته، در چندین پروژه همکاری کرد. وی سپس از سال ۱۹۷۴ تا ۱۹۷۸ به عنوان سومین معاون فرماندار آلاسکا خدمت کرد. در دهه ۱۹۸۰، او صاحب و مدیر خدمات هوایی «تاکسی هوایی تالکیتنا» در آلاسکا بود.